# Zaïre aux Jeux olympiques d'été de 1984
Le Zaïre (à présent la République démocratique du Congo) a envoyé deux athlètes aux Jeux olympiques de Los Angeles. Sa dernière participation remontait à 1968, sous le nom de Congo-Kinshasa.

## Résultats

### Athlétisme
5000 mètres hommes :
- Masini Situ-Kumbanga : 1er tour : 15 min  02 s 52 non-qualifié

Marathon hommes :
- Rumbanza Situ : n'a pas franchi la ligne